# Micrometrus
Micrometrus is een geslacht van straalvinnige vissen uit de familie van brandingbaarzen (Embiotocidae).

## Soorten
- Micrometrus aurora (Jordan & Gilbert, 1880)
- Micrometrus minimus (Gibbons, 1854)